# Bethlehem (hudební skupina)
Bethlehem je extrémně metalová kapela z německého města Grevenbroich, která byla založena v roce 1991 Jürgenem Bartschem a Klausem Mattonem. Před založením Bethlehemu hráli Bartsch a Matton v thrash metalové kapele Morbid Vision. Jejich texty se obvykle točí kolem nemocí, morbidity, sebevražd, smrti a šílenství a mohou být do jisté míry pro kapelu až osobní.